# Socovos
Socovos (früher: Socobos) ist ein Ort und eine aus dem Hauptort sowie mehreren Weilern (pedanías) und Einzelgehöften (fincas) bestehende Gemeinde (municipio) mit 1.662 Einwohnern (Stand: 2024) im Südwesten der Provinz Albacete in der autonomen Region Kastilien-La Mancha. Die neben Socovos zur Gemeinde gehörenden Ortschaften sind Cañada Buendía, El Cañar, Los Olmos und Tazona.

## Lage und Klima
Socovos liegt inmitten der Berglandschaft der Sierra de Alcaraz ca. 100 km (Fahrtstrecke) südlich der Provinzhauptstadt Albacete in einer Höhe von ca. 750 m. Im Winter ist das Klima wegen der Höhenlage durchaus kühl, im Sommer dagegen warm; die geringen Niederschlagsmengen (ca. 467 mm/Jahr) fallen – mit Ausnahme der nahezu regenlosen Sommermonate – verteilt übers ganze Jahr.

## Bevölkerungsentwicklung
| Jahr      | 1970 | 1981 | 1991 | 2001 | 2011 | 2021 |
| Einwohner | 3115 | 2241 | 2126 | 2003 | 1983 | 1750 |

## Sehenswürdigkeiten

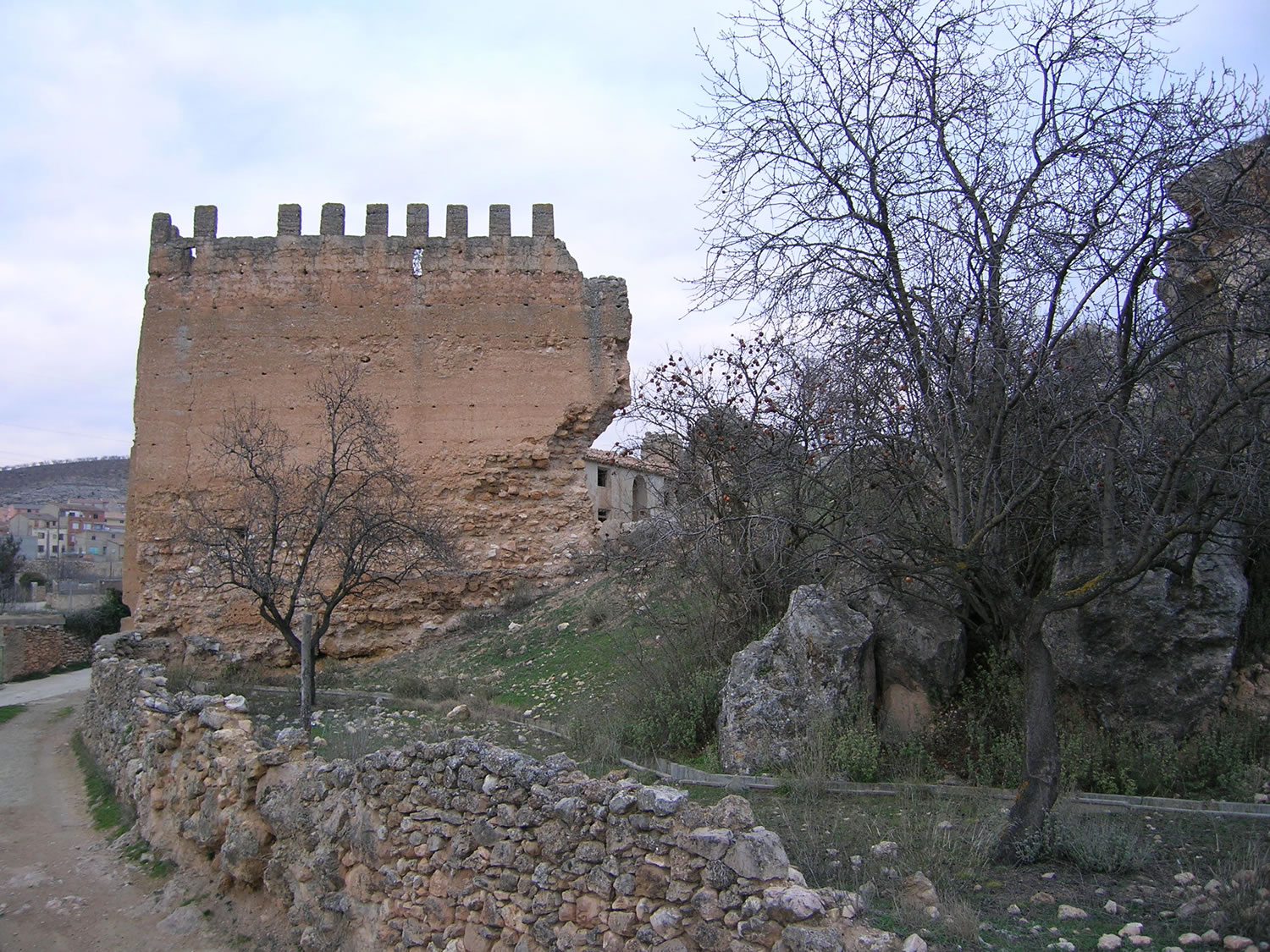
Burgruine
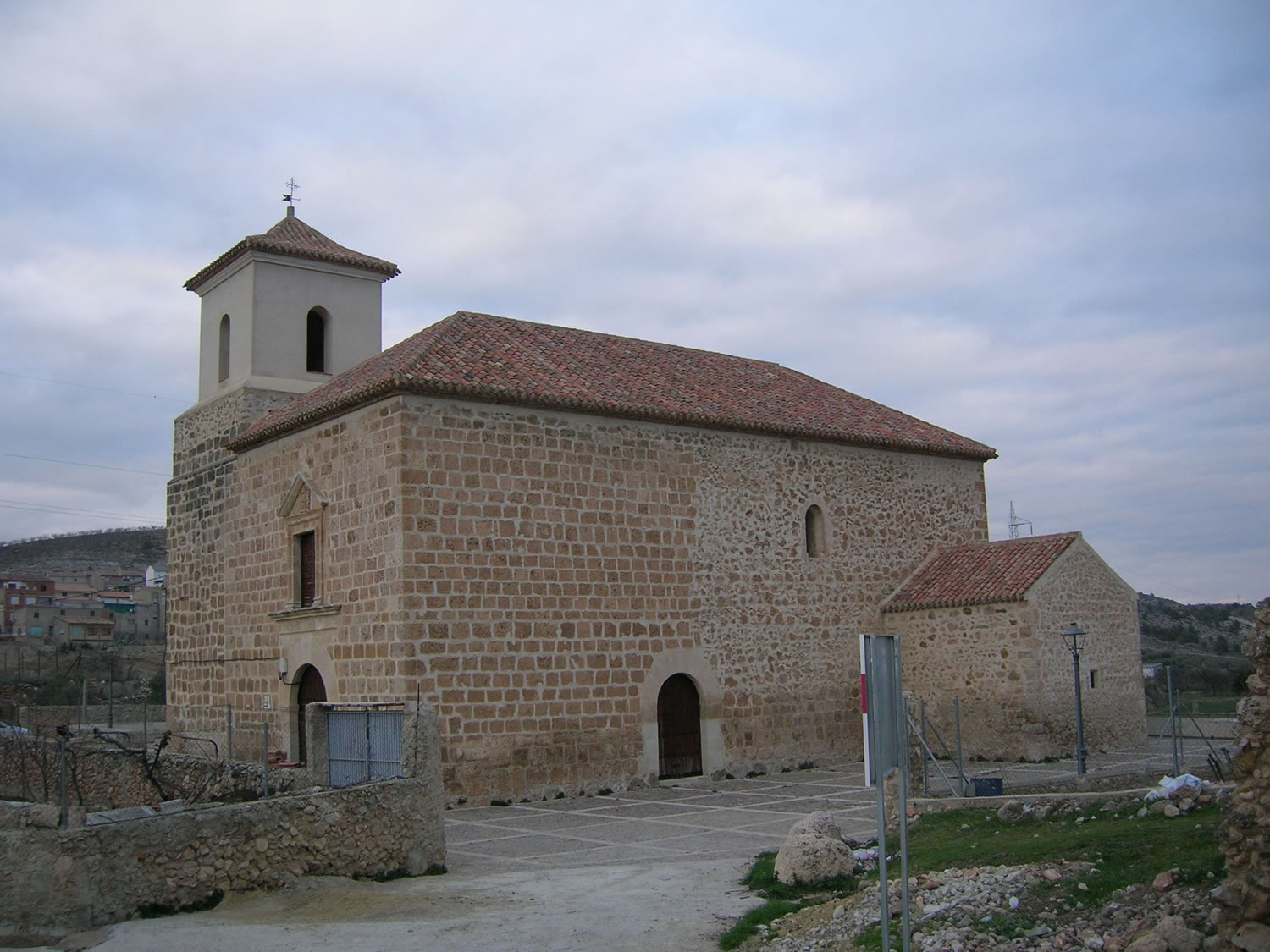
Alte Kirche

- Burgruine
- Alte Kirche